# Indigofera howellii
Indigofera howellii là một loài thực vật có hoa trong họ Đậu. Loài này được Craib & W.W.Sm. miêu tả khoa học đầu tiên.